# Антипов, Евгений Вячеславович
Евге́ний Вячесла́вович Анти́пов (род. 5 февраля 1994, Скопин, Рязанская область) — российский программист, создатель Telegram-бота «Глаз Бога».

## Биография

### Рождение и ранние годы
Родился 5 февраля 1994 года в городе Скопин Рязанской области. Детство и школьные годы Антипова прошли в микрорайоне этого года − Заречном. Сдал ЕГЭ со второго раза. После школы поступил на факультет интеллектуальных технических систем в НИУ «Московский институт электронной техники» в Зеленограде. После третьего курса бросает учёбу и уезжает в Португалию для помощи в разработке финансовой пирамиды «Redex».

### Проблемы с законом
6 апреля 2021 года был подвержен обыску в рамках расследования уголовного дела о запрещённом в России форуме DarkMoney. Антипов не имел статуса подозреваемого, обвиняемого или свидетеля по этому делу.

## Интернет проекты

### Компьютерные вирусы
В начале своей карьеры предпринимал попытки по разработке компьютерных вирусов, связанных с ботнетами.

### Пирамиды
В 2013 году разработал скрипт «Baksik mlm», который позволял создавать финансовые пирамиды HYIP в интернете.
Скрипт имел огромный успех в связи с популярностью на тот момент финансовой пирамиды «МММ 2011». В 2016 году Евгений Антипов был приглашён в Португалию для работы в криптовалютной пирамиде «Redex», количество вкладчиков которой на момент закрытия превысило цифру в 3 000 000 человек. Через полгода у Антипова закончилась виза и он вернулся в Россию.

### Глаз Бога
В январе 2020 года Антипов создал платформу Глаз Бога.
Данный проект представляет комплексные решение по поиску информации, анализу больших данных. Аудитория Telegram-бота на конец 2021 года превышала 30 000 000 человек.
Платформа оказалась вне закона, в связи с чем вызвала интерес регулирующих органов. Для преодоления законодательного барьера было создано и зарегистрировано в качестве оператора персональных данных юридическое лицо — ООО «ОНЛАЙН АДЭР».
Несмотря на заявления Антипова, в которых утверждается, что платформа не имеет собственной базы данных, а собирает информацию «на ходу» из открытых источников, в качестве основного вида деятельности ООО «ОНЛАЙН АДЭР» указана «деятельность по созданию и использованию баз данных и информационных ресурсов». Кроме того, в июле 2021 сообщалось, что из базы данных бота были исключены работники силовых и правовых структур, а также всех органов власти, из чего следовало, что бот имеет собственную базу данных.

### Мобиус
7 сентября 2021 года Евгений Антипов запустил новый проект определения пользователей. В отличие от «Глаза бога», рассчитанного в большей степени на запросы от физических лиц, «Мобиус» сосредоточится на предоставлении услуг бизнесу. Этот сервис ориентирован на руководителей компаний, отделы кадров, отделы закупок и корпоративные службы безопасности. На момент открытия, стоимость одной проверки контрагента в системе, составляла от 1 до 3 рублей. Инвестиции в проект на этапе его запуска составили 5 миллионов рублей.